# Возвышение Мрака
Возвышение Мрака (англ. Dark Ascension) — это выпуск-расширение игры Magic: The Gathering, релиз которого состоялся 3 февраля 2012 года. Это второй выпуск в блоке Иннистрад. Слоган выпуска: «Повелевайте тьмой» (англ. Command the Night). Впервые он был показан в 2011 на Comic-Con в Сан-Диего и Калифорнии. Состоит из 12 мифических, 38 редких, 44 необычных, 64 обычных карт.

## Механики
В Возвышении Мрака появились две новые механики:
- Роковой час (англ. Fateful Hour) — новая способность, которая будет работать, пока у её контроллера есть 5 или менее жизней.
- Нетленность (англ. Undying) — новое ключевое слово, применяемое к картам существ. Когда существо с Нетленностью умирает, если на нём не было ни одного жетона +1/+1, оно возвращается на поле битвы под контролем его владельца с одним жетоном +1/+1.

Следующие механики заимствованы из предыдущих выпусков:
- Проклятие (англ. Curse) — это Аура, которая зачаровывает игрока и наносит ему вред.
- Воспоминание (англ. Flashback). Встречается только у мгновенных заклинаний и заклинаний волшебства. Когда заклинание с Воспоминанием оказывается на кладбище, независимо от того, как оно туда попало, его можно разыграть, уплатив вместо мана-стоимости его стоимость Воспоминания. Если заклинание разыгрывается за свою стоимость Воспоминания, то оно изгоняется, когда покидает стек.
- Болезненность (англ. Morbid). Карта со способностью Болезненность получает дополнительный эффект, если в этом ходу умерло какое-нибудь существо.
- Двусторонние карты (англ. Double-faced Cards) — карты, у которых нет рубашки Magic и есть две лицевые стороны. В отличие от выпуска Иннистрад, в Возвышении Мрака не все такие карты являются существами.